# U.S. Russi
Unione Sportiva Russi là một câu lạc bộ bóng đá Ý đến từ Russi, Emilia-Romagna.
Trong mùa 2010-11, từ Serie D bảng D đã xuống hạng  Eccellenza Emilia-Romagna.

## Màu sắc và huy hiệu
Màu sắc của nó là cam và đen.